# 莱苏什
莱苏什（法語：Les Houches，法語發音：[le.z‿uʃ]）是法国上萨瓦省的一个市镇，位于该省东北部，是距离勃朗峰最近的城市之一，属于博讷维尔区。

## 地理
莱苏什（45°53'24"N, 6°47'55"E）面积43.07 平方千米，位于法国奥弗涅-罗讷-阿尔卑斯大区上萨瓦省，该省份为法国东部省份，历史上为薩伏依的一部分，北与瑞士接壤，西接安省，南至萨瓦省，东与瑞士和意大利接壤。
与莱苏什接壤的市镇（或旧市镇、城区）包括：沙莫尼蒙勃朗、帕西、圣热尔韦莱班、塞尔沃兹。
莱苏什的时区为UTC+01:00、UTC+02:00（夏令时）。

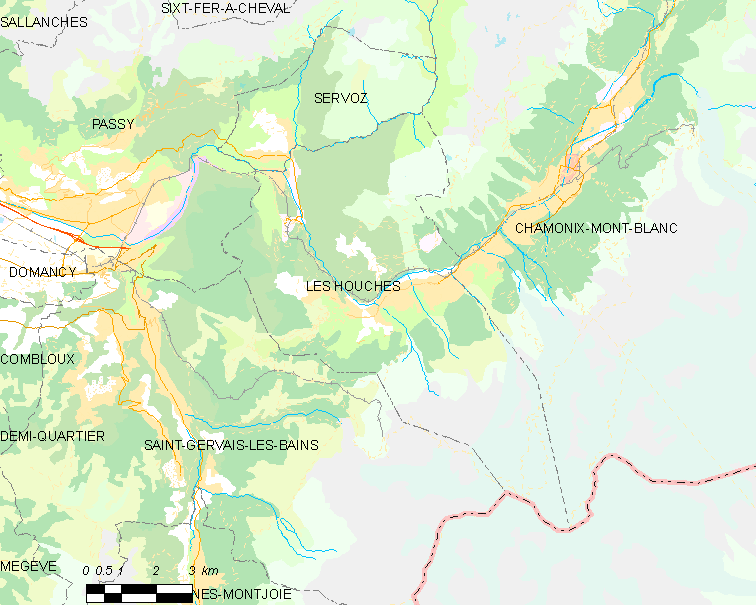
莱苏什的OSM定位图

## 行政
莱苏什的邮政编码为74310，INSEE市镇编码为74143。

## 政治
莱苏什所属的省级选区为勃朗峰县。

## 交通
法国国道N205线经过境内。勃朗峰窄轨铁路在莱苏什境内设有五个车站。

## 人口

1962-2008年间莱苏什人口变化图示

莱苏什于2022年1月1日时的人口数量为3529人。